# Pośrednica (Smoleń)
Pośrednica (ok. 445 m) – niewielkie skaliste wzniesienie w miejscowości Smoleń w województwie śląskim, w powiecie zawierciańskim, w gminie Pilica. Znajduje się wśród pól uprawnych, w odległości około 750 m na północ od drogi wojewódzkiej nr 794. Sąsiaduje ze wzniesieniami Wypalaniec, Wołówka, Zdolnica i Grzebienie. Pod względem geograficznym jest to obszar Wyżyny Częstochowskiej. Wzniesienia zbudowane są z wapieni.
Pośrednica ponad otaczający ją teren wznosi się na wysokość względną ok. 7 m. Jest całkowicie porośnięta lasem i z wszystkich stron otoczona polami.
Od 1970 roku skała Pośrednica podlega ochronie jako pomnik przyrody.
W pobliżu, na terenie miejscowości Strzegowa jest jeszcze drugie wzniesienie o nazwie Pośrednica.